# Elisabeth Seiler
Elisabeth Seiler (* 31. Dezember 1889 in Stuttgart; † 3. Mai 1974 in Bad Liebenzell) war eine deutsche Missionsschwester, über 20 Jahre Missionarin in China und Autorin.

## Leben und Wirken
Elisabeth Seiler verspürte bereits mit neun Jahren den brennenden Wunsch, in die Missionsarbeit zu gehen. Sie las begeistert die Biographie von Georg Müller, dem „Waisenvater von Bristol“. Als Siebzehnjährige fand sie zum Glauben. In diesem Jahr verstarb ihre sieben Jahre jüngere Schwester und wenig später ihre Mutter. Im Oktober 1916 trat sie in die Schwesternschaft der Liebenzeller Mission ein. Nach Abschluss der Bibelschule verbrachte sie von 1919 bis 1923 ein Gemeindepraktikum in der Evangelischen Kapellengemeinde in der Heidelberger Altstadt. Im Dezember 1923 konnte sie nach China ausreisen. Dort angekommen lernte sie in Yangshuo zunächst die chinesische Sprache. Von dort reiste sie weiter nach Yuanchow, in der Provinz Hunan, wo sie in einem Waisenhaus, das 260 Jungen beherbergte und an einer Mädchenschule mit bis zu 50 Schülern mitarbeitete. 1931 konnte sie ihren Urlaub in der Heimat verbringen, von dem sie 1932 wieder zurückkehrte. 1941 befand sie sich auf dem Weg in den zweiten Heimataufenthalt schon an der chinesisch-russischen Grenze, als durch den Kriegsausbruch eine Weiterreise über Russland nicht mehr möglich war. Sie konnte jedoch überbrückungsweise in Tsingtau arbeiten und 1946 die Reise fortsetzen. Nach ihrer Ankunft in Deutschland begann eine ausgedehnte Vortragstätigkeit über ihre Reise- und Diensterlebnisse, die sie bis nach Österreich und in die Schweiz führte.
Ihre Diensterlebnisse der Jahre 1923 bis 1951 hat sie in drei Büchern unter Erlebnisse einer Chinamissionarin veröffentlicht, die Erich Mauerhofer aus von ihr dazu aufgezeichneten Tonbandaufnahmen verfasste.
Elisabeth Seiler wohnte zuletzt in Unteröwisheim, bevor sie 1964 ihren Ruhestand im Altenheim ihrer Schwesternschaft in Bad Liebenzell antrat.

## Veröffentlichungen
- Erlebnisse einer Chinamissionarin (Reiseberichte 1923–1951, bearb. von Erich Mauerhofer), Verlag der Liebenzeller Mission, Bad Liebenzell u. Johannis-Verlag, Lahr (Mehrteiliges Werk):
  - Band 1. Erlebnisse einer Chinamissionarin. Berufen und geführt, VLM, 1968; Johannis, 13. Aufl. 2004, ISBN 978-3-501-01502-5, (PDF).
  - Band 2. Erlebnisse einer Chinamissionarin. Tut seine Wunder kund, VLM, 1968; Johannis, 12. Aufl. 2006, ISBN 978-3-501-01536-0 (PDF).
    - (ungar.) Hirdessétek csodálatos dolgait, Evangéliumi Kiadó, Budapest 1969.

  - Band 3. Erlebnisse einer Chinamissionarin. Wunderbar sind seine Wege, VLM, 1968; Johannis, 14. Aufl. 2006, ISBN 978-3-501-01537-7.
- Gedanken für jeden Tag, VLM, Bad Liebenzell 1988, ISBN 978-3-88002-356-7.
- Geführt auf wunderbaren Wegen (Erlebnisse einer Chinamissionarin. Zusammenfassung Band 1–3), Rettungslicht-Verlag, Minden 2018, ISBN 978-3-9819043-1-4.